# Vladimír Holík
Vladimír „Bobby“ Holík (* 27. února 1978 Opava) je bývalý český hokejový obránce. Hrál na pozici levého i pravého obránce. Svou kariéru začínal v dresu Slezanu Opava, který v té době hrál Extraligu. Posléze působil i v dalších klubech – HC Havířov, Orli Znojmo, HC Sareza Ostrava, HC Vítkovice a HC RT TORAX Poruba 2011. V roce 2009 začal působit ve druholigovém francouzském Albatros de Brest, se kterým postoupil v sezóně 2012/2013 do nejvyšší soutěže a kde hrál do konce sezóny 2014/2015. Následně přestoupil do Hockey Clermont Communauté Auvergne, který hrál třetí francouzskou ligu. V roce 2016 se vrátil do rodné Opavy a po jedné sezóně za Slezan ve 2. lize ukončil kariéru. V červnu 2020 se stal asistentem trenéra Slezanu.

## Hráčská kariéra
- 1997/98 HC Slezan Opava
- 1998/99 HC Slezan Opava
- 1999/00 HC Havířov, HC Šumperk, HC Slezan Opava
- 2000/01 HC Znojemští Orli, HC Ytong Brno, Česká hokejová reprezentace
- 2001/02 HC Znojemští Orli
- 2002/03 Edinburgh Capitals
- 2003/04 HC Benatky nad Jizerou, HC Sareza Ostrava
- 2004/05 HC Sareza Ostrava
- 2005/06 HC Sareza Ostrava
- 2006/07 HC Vitkovice, HC Sareza Ostrava
- 2007/08 HC Sareza Ostrava, HC Banská Bystrica
- 2008/09 HC Poruba
- 2009/10 Albatros de Brest (Division 1)
- 2010/11 Albatros de Brest
- 2011/12 Albatros de Brest
- 2012/13 Albatros de Brest
- 2013/14 Albatros de Brest (Ligue Magnus)
- 2014/15 Albatros de Brest
- 2015/16 Hockey Clermont Communauté Auvergne (Division 2)
- 2016/17 HC Slezan Opava (2. liga)